# La Lessiveuse
La Lessiveuse est un tableau réalisé en 1879 par Adrien de Witte, peintre belge et professeur à l'Académie royale des beaux-arts de Liège. Cette « scène d'un réalisme objectif » est reproduite par l'artiste au travers d'une série d'eaux-fortes entre 1880 et 1888,.

## Élaboration et genre artistique
Cette scène de genre, qu'Adrien de Witte réalise en 1879,,, est représentative des sujets abordés par le réalisme, tels que « [...] la vie difficile des travailleurs, celle des ouvriers d'usines mais aussi une série de travaux domestiques, de gestes quotidiens exécutés par des hommes et des femmes dont le seul sentiment semble être la lassitude de trop de pauvreté ». Selon la formule de l'historienne de l'art Caroline Jamaer, le peintre « nous propose une scène d'un réalisme objectif », où il « observe le modèle et en traduit toute la psychologie ».
L'historienne de l'art Gaëtane Warzée quant à elle remarque que la jeune femme dépeinte est un modèle qu'Adrien de Witte a déjà utilisé pour son tableau la Femme au corsage noir de 1873, où « le spectateur est confronté à la représentation figée d'une jeune bourgeoise ».

## Parcours de l'œuvre
Dès 1926, la toile apparaît dans les collections du musée des Beaux-Arts de Liège selon le catalogue des collections publié par l'imprimerie Bénard la même année (no 503 d'inventaire). Le catalogue de l'œuvre d'Adrien de Witte qu'effectuent Charles Delchevalerie et Armand Rassenfosse en 1927 le confirme. La peinture est déplacée au musée de l'Art wallon lors de sa création en 1952 (no 562 puis 642 d'inventaire),,. Elle y reste jusqu'au moment où l'ensemble des collections des musées des Beaux-Arts et de l'Art wallon (regroupées depuis 2011 aux Beaux-Arts) est transféré au musée de La Boverie en 2016.

## Description
En 1988, l'historienne de l'art Emmanuelle Sikivie décrit l'œuvre en ces termes :

« […] une jeune femme au visage émacié et blême mais avec les bras solides de quelqu'un qui travaille durement est courbée au-dessus d'un haut bassin de bois débordant de linge à tordre. Elle est vêtue d'une jupe de toile grossière, de bas de laine et chaussée de lourds sabots. Elle relève la tête comme pour reprendre son souffle ou parce qu'elle a été interrompue dans sa tâche. L'aspect naturel et même spontané de son attitude rappelle l'instantané photographique, à cette époque où la longueur du temps de pause figeait au contraire les personnages des premières photographies. Au tournant du siècle, le photographe wallon Marissiaux évoquera le travail de la mine sur un ton très proche de Rassenfosse ou de Witte. »

Pour sa part, Caroline Jamaer remarque que le sujet de la peinture est « simple et ordinaire » puis poursuit avec sa description : « Dans une pièce sombre et frustre, une jeune ouvrière blanchit le linge de la famille. Immobilisée dans un geste banal et quotidien, la jeune femme relève la tête un instant et repose ses bras engourdis par ce long et dur labeur ».

## Reproduction par la gravure

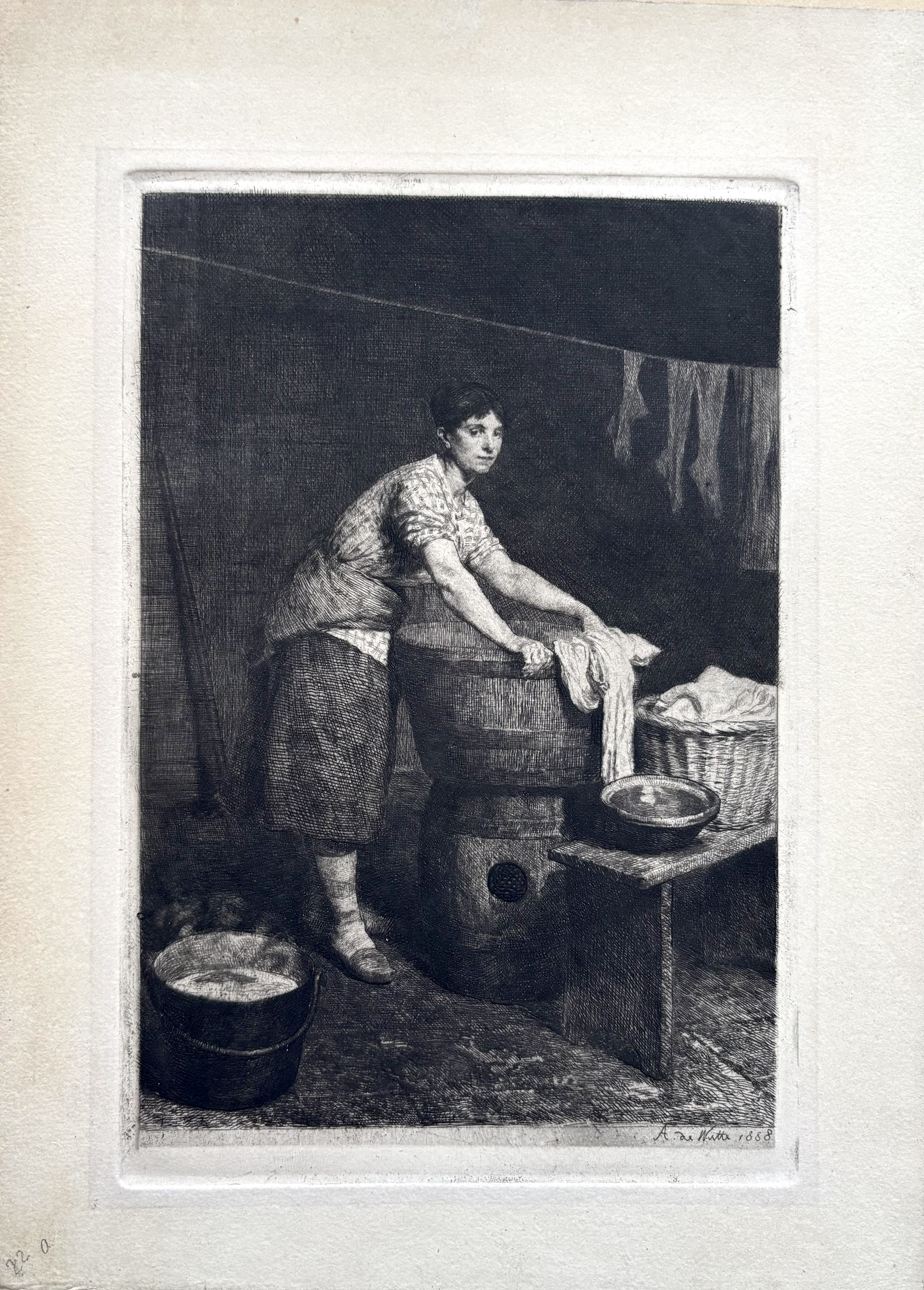
La Lessiveuse, 1888 (eau-forte et pointe sèche ; Inv. Delchevalerie no 107 ;), collection privée.

La peinture est reproduite par l'artiste au travers d'une série d'eaux-fortes, qu'il retravaille sur une période de huit ans,. En effet, les premiers états (jusqu'au 19e) datent de 1880 mais les états suivants (jusqu'au 36e) datent de 1888,,. La gravure est reprise dans le catalogue Delchevalerie-Rassenfosse de  l'œuvre d'Adrien de Witte sous le no 107.
Au sujet de la présente gravure et celles de botteresse qu'effectue l'artiste, Sander Pierron estime que de Witte « non seulement copie ses modèles tels qu'ils sont et tels qu'il les sent, mais il les situe dans leur cadre ; et cela donne à tant de ses estampes un accent de réalisme tempéré par la poésie qui enveloppe les choses familières ».

## Réception critique
Dès 1927, Charles Delchevalerie remarque que la « loyauté des transcriptions populaires » qu'effectuent Adrien de Witte « leur confère, à cet égard particulier, une valeur documentaire exceptionnelle ». En effet, « qui donc a, comme lui, fixé les types dès aujourd'hui périmés de la « cotîresse », de la lavandière et de la botteresse ? » Et « lorsqu'il unit ainsi le lyrisme à la plus précise honnêteté, n'est-il pas, sur un autre plan, un chantre inconscient du folklore ? ».
En 1930, Jules Bosmant abonde dans le même sens quand il considère que l'intérêt constant du peintre pour « la Vie, multiple et jeune en ses spectacles toujours nouveaux, puis l'Homme observé à tous les âges, à tous les degrés de l'échelle sociale » donne à son œuvre « une telle hauteur » et « lui gagne en même temps sa diversité, sa saveur folklorique, sa valeur documentaire ».
En 1988, Emmanuelle Sikivie estime, par contre, que le tableau n'est pas un portrait d'un type régional, contrairement à d'autres œuvres de l'artiste comme ses botteresses, représentées dans divers dessins de 1886-1889 et gravures de 1889-1890, ou sa cotîresse,. Dans ces œuvres, « c'est le métier plus que la femme qui est représenté » et la figure est dépeinte en costume traditionnel « dans une attitude digne et fière, sur un fond neutre, entourée de ses outils de travail », ce qui en fait « le symbole de leur région ».
En 2001, Caroline Jamaer valorise positivement le dessin, « soigné et rigoureux »,  ainsi que la couleur, « solide et nourrie ». La figure de la jeune lavandière y est « traitée en tons plats, la chair rosée est travaillée en touches minutieuses tandis que les touches sont plus larges dans le blanc du linge ». Enfin, elle estime qu'avec « son sens pénétrant de l'analyse, l'artiste perçoit le véritable caractère du sujet ».

## Expositions

### Le tableau
- 1980 : Art et Société en Belgique : 1848-1914, du 11 octobre au 23 novembre, Palais des Beaux-Arts, Charleroi (catalogue no 26)[23],[24].
- 1981 : Adrien de Witte : œuvre peint, du 15 septembre au 10 octobre, Galerie de la Province, Liège (catalogue no 8)[23].
- 2001-2002 : Vers la modernité : le XIXe siècle au pays de Liège, du 5 octobre 2001 au 20 janvier 2002, musée de l'Art wallon et salle Saint-Georges, Liège (catalogue no 72)[2].

### La gravure
- 1981 : Adrien de Witte : Dessins - Pastels - Gravures, du 11 septembre au 15 novembre, Cabinet des Estampes et des Dessins, Liège (catalogue no 183, quatre états différents de la gravure sont exposés)[13],[14].
- 1992 : Le Cercle royal des Beaux-Arts de Liège 1892-1992, du 18 septembre au 20 avril 1993, Cercle royal des Beaux-Arts, Liège[25].